# Atac envoltant
L'atac envoltant o maniobra de flanc és una tàctica militar ofensiva, l'objectiu de la qual és eludir les ales de les posicions enemigues, atacant els flancs (costats) o la part del darrere.

## Avantatges
Alguns dels principals avantatges d'aquesta maniobra són:
- evitar les principals defenses de l'enemic.
- oportunitat de concentrar les seves forces sobre la fracció de les tropes enemigues en el flanc que és atacat.
- possibilitat de causar sorpresa tàctica.
- possibilitat d'aïllar l'enemic per la rereguarda, el que altera les seves línies de comunicacions i el flux de subministraments i reforços.
- possibilitat de tallar les vies de retirada de l'enemic, evitant que s'escapi.

Assaltant posicions enemigues lateralment, l'atacant obre la possibilitat d'utilitzar foc en rosca (foc direccionat longitudinalment cap a la línia enemiga; el que es coneix en anglès com a Enfilade Fire Raking Fire) i rodejar el flanc del defensor.

## Riscos
Si no hi ha equilibri de poder, el moviment de flanqueig és una opció tàctica que és arriscada per a l'atacant. Per evitar l'exposició de la seva pròpia rereguarda i no revelar les seves intencions, l'atacant és en general obligat a dividir les seves forces, utilitzant una part en el moviment de flanc, mentre que l'altra manté el bloqueig de la part frontal de l'oponent. Això és contrari al principi de la concentració de força, i dona a un enemic ben preparat la possibilitat de fer front a cada grup per separat.
A més, les tropes emprades en el moviment de flanc es veuen obligats a separar-se de la seva pròpia rereguarda, i corren el risc de tenir les seves línies de retirada bloquejades.

## Mesures de defensa contra l'atac envoltant

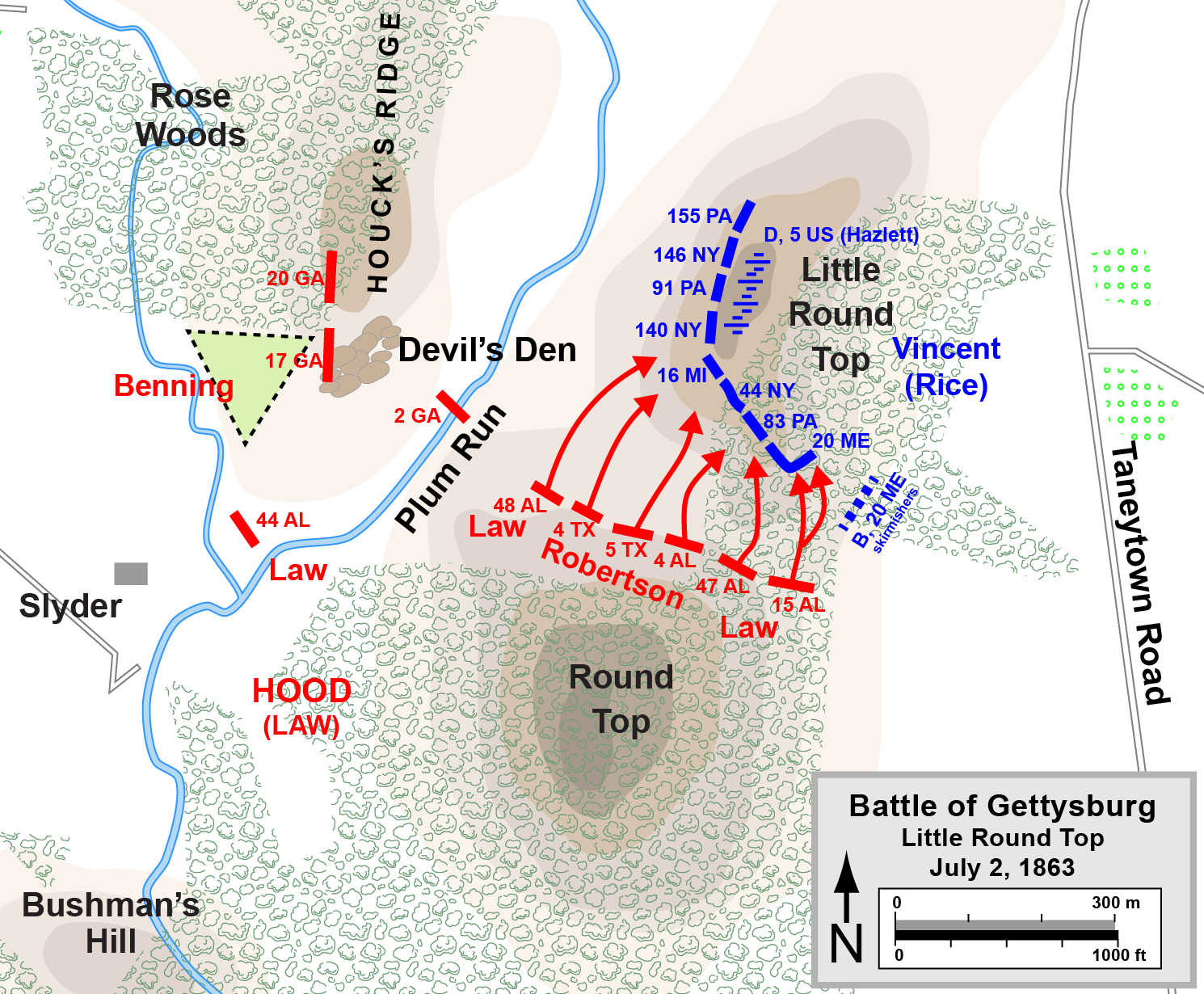
Batalla de Gettysburg, assalt final a Little Round Top. En vermell, divisió confederada del John Bell Hood. En blau, la brigada dels federals de Strong Vicent. Els confederats del 15è d'Alabama realitzen una maniobra d'atac envolvent. El federals del 20è de Maine rebutgen l'atac amb èxit, formant un angle en la seva línia defensiva

Els comandants militars tenen algunes mesures preventives, que poden prevenir o disminuir l'eficàcia d'un atac pel flanc. Aquestes inclouen:
- Establir llocs d'observació i llançar patrulles per rebre un avís ràpid de l'atac.
- "Ancorar" els flancs en barreres naturals com muntanyes i rius. La tasca de l'atacant serà molt més difícil si ha de fer l'assalt per damunt de la muntanya o a través d'un curs d'aigua.
- Mantenir a les tropes de reserva per la part posterior, a punt per reforçar l'atac pel flanc.
- Organitzar les defenses en profunditat, i no totes ells situades en una única línia.
- Preparar posicions defensives secundàries darrere de les línies principals de la defensa, on es pot recular si la defensa principal no pot ser sostinguda.
- Preparar posicions defensives al costat de les ales, específiques per enfrontar l'atac envolvent.
- Simplement destinar més tropes i armes als flancs.

Un cop el flanc ha estat atacat, el comandant defensor té diverses opcions tàctiques. Algunes d'elles són:
- canviar parcialment o totalment de front, girant en la direcció de l'atac. Aquesta maniobra es coneix com "rebutjar el flanc ".
- reforçar l'atac pel flanc, amb tropes de reserva o de les parts que no estan sent atacades.
- retirar tota la línia defensiva a posicions secundàries, darrere de la principal. Com a resultat, es pot intentar un contraatac.

## Batalles guanyades emprant maniobres de flanc
- Batalla d'Aljubarrota
- Batalla de Gaugamela